# 富蘭克林斯普林斯 (喬治亞州)
富蘭克林斯普林斯（英語：Franklin Springs）是一個位於美國喬治亞州富蘭克林縣的城市。

## 地理
富蘭克林斯普林斯的座標為34°17′05″N 83°08′36″W / 34.28472°N 83.14333°W，而該地的平均海拔高度為249米（即817英尺）。

## 人口
根據2010年美國人口普查的數據，富蘭克林斯普林斯的面積為5.69平方千米，當中陸地面積為5.64平方千米，而水域面積為0.05平方千米。當地共有人口952人，而人口密度為每平方千米167.31人。